# محوطه مزاره شهیدان ۲
محوطه مزاره شهیدان ۲ مربوط به دوره اشکانیان است و در شهرستان گلشن، بخش مرکزی، دهستان جالق، ۳ کیلومتری شمال صدیق آباد واقع شده و این اثر در تاریخ ۱۳ آبان ۱۳۸۶ با شمارهٔ ثبت ۱۹۷۶۳ به‌عنوان یکی از آثار ملی ایران به ثبت رسیده است.